# Astilodes mariae
Astilodes mariae är en spindelart som beskrevs av Zabka 2009. Astilodes mariae ingår i släktet Astilodes och familjen hoppspindlar. Inga underarter finns listade.